# Imagine
"Imagine" er en sang af John Lennon fra 1971. Sangen er udgivet på albummet som også hedder Imagine. "Imagine" er en af de mest kendte sange John Lennon skrev som solist. Teksten handler om, at alle verdens mennesker burde kunne leve sammen i fred og harmoni. Selv sagde Lennon, at det var "en anti-religion, anti-nationalistisk, anti-kapitalistisk og anti-konventionel sang. Det politiske budskab bliver accepteret bare man 'strør lidt sukker på'".

## Medvirkende
- John Lennon: vokalist og pianist
- Klaus Voormann: bassist
- Alan White: trommeslager